# Fredrik Stoor
Fredrik Stoor (Estocolmo, Suecia, 28 de febrero de 1984) es un exfutbolista sueco que jugaba de defensa.

## Trayectoria
Stoor empezó su carrera futbolística en las categorías inferiores del Hammarby IF, hasta que el 1 de mayo de 2003 debutó con el primer equipo. En sus dos primeras temporadas no jugó mucho, pero a partir de 2005 empezó a jugar de forma regular. Con este equipo debutó en competiciones europeas. Fue en la Copa de la UEFA 2004-05, donde su equipo cayó eliminado en primera ronda frente al Villarreal CF. En este equipo permaneció cuatro temporadas, en las que jugó 51 partidos y marcó dos goles.
En 2006 se marchó a jugar a Noruega con el Rosenborg.
En 2008 fichó por el Fulham FC inglés.
En febrero de 2017 anunció su retirada.

## Selección nacional
Fue internacional con la selección de fútbol de Suecia en 11 ocasiones. Su debut como internacional se produjo el 13 de enero de 2008 en un partido amistoso contra Costa Rica. 
Fue convocado para participar en la Eurocopa de Austria y Suiza de 2008. Jugó los tres partidos que su selección disputó en ese campeonato, dos de ellos saliendo como titular.

## Clubes
| Club                        | País       | Año       |
| --------------------------- | ---------- | --------- |
| Hammarby IF                 | Suecia     | 2003-2006 |
| Rosenborg Ballklub          | Noruega    | 2007-2008 |
| Fulham F. C.                | Inglaterra | 2008-2011 |
| Derby County F. C. (cedido) | Inglaterra | 2009      |
| Vålerenga Fotball           | Noruega    | 2011-2012 |
| Lillestrøm SK (cedido)      | Noruega    | 2012      |
| Lillestrøm SK               | Noruega    | 2013      |
| Viborg FF                   | Dinamarca  | 2014      |
| IF Brommapojkarna           | Suecia     | 2015      |